# Tinchy Stryder
Tinchy Stryder, pseudonimo di Kwasi Esono Danquah III (Londra, 14 settembre 1986), è un rapper e produttore discografico britannico.

## Biografia

### Gli esordi
Tinchy Stryder inizia la sua carriera musicale nei quartieri ad Est di Londra insieme ad altri esponenti del genere Grime come Dizzee Rascal, Wiley, Roll Deep, e Street Scholar. Nonostante sia conosciuto per i suoi lavori da solista, è membro del gruppo Ruff Sqwad. Ha collaborato con alcuni dei maggiori esponenti della scena Grime inglese, arrivando a registrare i remix delle canzoni Fit But You Know It e Prangin' Out dell'artista The Streets.

### 2006-2008:Star in the Hood
Nel 2006 Stryder ha firmato un contratto con l'etichetta discografica Takeover Entertainment. Ha inoltre pubblicato due mixtape da solista, I'm Back U Know e Lost and Found, e col suo gruppo Ruff Sqwad ha registrato Guns & Roses 2.
L'album d'esordio da solista di Stryder è stato pubblicato il 13 agosto 2007 dalla Takeover Entertainment e sono stati estratti 2 singoli.
Il 21 aprile 2008 ha pubblicato un EP intitolato Cloud 9, dal quale sono stati estratti quattro singoli, e successivamente ha pubblicato altri due singoli, Breathe e Stryderman, non contenuti nell'EP.

### 2008-2009:Catch 22
L'11 settembre 2008 fu reso noto che Stryder avrebbe partecipato al nuovo singolo di Craig David, Where's Your Love, che venne poi pubblicato il 10 novembre.
Il primo singolo estratto dell'album Catch 22 è stato Stryderman, seguito il 19 gennaio 2009 da Take Me Back, divenuto popolare nel Regno Unito e arrivato alla terza posizione della classifica dei singoli del Regno Unito.
Il 26 aprile Stryder ha pubblicato il singolo Number 1 in collaborazione con N-Dubz, brano che è subito balzato in testa alla classifica dei singoli più venduti nel Regno Unito, divenendo il primo singolo alla numero uno sia per Stryder che per N-Dubz. In un'intervista con Tim Westwood, Tinchy ha dichiarato che per il grande successo di Number 1, ha dovuto posticipare l'uscita dell'album ad agosto 2009.
Il quarto singolo estratto dall'album è stato Never Leave You, con la partecipazione di Amelle Berrabah delle Sugababes, pubblicato il 3 agosto 2009. Il singolo ha conquistato la vetta della classifica già nella prima settimana.
L'album Catch 22 ha debuttato al numero 2 della classifica degli album del Regno Unito, preceduto in classifica dall'album di Calvin Harris.
Il quinto singolo estratto dall'album Catch 22 è You're Not Alone, cover della canzone degli Olive, pubblicato nel novembre 2009.

## Discografia
Album in studio
- 2007 - Star in the Hood
- 2009 - Catch 22
- 2010 - Third Strike
- 2016 - 360º / The Cloud 9 LP

Mixtape
- 2006 - I'm Back U Know
- 2006 - Lost and Found
- 2010 - Before the Storm

EP
- 2008 - Cloud 9 The EP
- 2009 - Star in the Hood EP Vol. 1
- 2009 - Star in the Hood EP Vol. 2
- 2010 - III EP
- 2011 - The Wish List